# Railway Gazette International
Railway Gazette International är en månatlig tidskrift som handlar om järnväg och spårväg. Tidningen är avsedd för järnvägens näringsliv och har världen som perspektiv. Redaktionen ligger i Sutton, Storbritannien.
Tidningen grundades 1835 under namnet The Railway Magazine.